# Asplenium bicarinatum
Asplenium bicarinatum är en svartbräkenväxtart som beskrevs av Cornelis Rugier Willem Karel van Alderwerelt van Rosenburgh. Asplenium bicarinatum ingår i släktet Asplenium och familjen Aspleniaceae. Inga underarter finns listade.